# Galà dei Castelli 2020
Die Galà dei Castelli 2020 war eine Leichtathletik-Veranstaltung, die am 15. September 2020 im Stadio Comunale im Schweizer Bellinzona stattfand. Die Veranstaltung war Teil der World Athletics Continental Tour und zählte zu den Bronze-Meetings, der dritthöchsten Kategorie dieser Leichtathletik-Serie.

## Resultate

### Männer

#### 100 m
| Platz | Athlet            | Land | Zeit (s) |
| ----- | ----------------- | ---- | -------- |
| 1     | Akani Simbine     | RSA  | 10,02    |
| 2     | Filippo Tortu     | ITA  | 10,07    |
| 3     | Yupun Abeykoon    | LKA  | 10,24    |
| 4     | Taymir Burnet     | NED  | 10,49    |
| 5     | Joshua Hartmann   | GER  | 10,50    |
| 6     | Churandy Martina  | NED  | 10,54    |
| 7     | Freider Fornasari | ITA  | 10,61    |
| 8     | Demek Kemp        | USA  | 10,84    |

Wind: −0,2 m/s

#### 400 m
| Platz | Athlet            | Land | Zeit (s) |
| ----- | ----------------- | ---- | -------- |
| 1     | Wayde van Niekerk | RSA  | 45,58    |
| 2     | Jochem Dobber     | NED  | 45,78    |
| 3     | Karol Zalewski    | POL  | 46,03    |
| 4     | Ricky Petrucciani | SUI  | 46,15    |
| 5     | William Reais     | SUI  | 46,39    |
| 6     | Patrick Schneider | GER  | 46,81    |

#### 1500 m
| Platz | Athlet             | Land | Zeit (min) |
| ----- | ------------------ | ---- | ---------- |
| 1     | Lamecha Girma      | ETH  | 3:35,67    |
| 2     | Piers Copeland     | GBR  | 3:35,69    |
| 3     | Selemon Barega     | ETH  | 3:36,07    |
| 4     | Marcin Lewandowski | POL  | 3:36,44    |
| 5     | Joshua Lay         | GBR  | 3:36,92    |
| 6     | Jonas Raess        | SUI  | 3:37,46    |
| 7     | Tom Elmer          | SUI  | 3:37,84    |
| 8     | João Bussotti      | ITA  | 3:38,04    |
| 9     | Yassin Bouih       | ITA  | 3:38,53    |
| 10    | Mohad Abdikadar    | ITA  | 3:38,90    |
| 11    | David Nikolli      | ALB  | 3:40,35    |
| 12    | Joonas Rinne       | FIN  | 3:40,38    |
|       | Adam Czerwinski    | POL  | DNF        |
|       | Guillaume Laurent  | SUI  | DNF        |

#### 110 m Hürden
| Platz | Athlet             | Land | Zeit (s) |
| ----- | ------------------ | ---- | -------- |
| 1     | Aaron Mallett      | USA  | 13,34    |
| 2     | Jason Joseph       | SUI  | 13,40    |
| 3     | Antonio Alkana     | RSA  | 13,40    |
| 4     | David King         | GBR  | 13,62    |
| 5     | Paolo Dal Molin    | ITA  | 13,64    |
| 6     | Vladimir Vukicevic | NOR  | 13,67    |
| 7     | Damian Czykier     | POL  | 13,85    |
| 8     | Cameron Fillery    | GBR  | 13,90    |

Wind: +0,6 m/s

#### 400 m Hürden
| Platz | Athlet          | Land | Zeit (s) |
| ----- | --------------- | ---- | -------- |
| 1     | Ludvy Vaillant  | FRA  | 49,22    |
| 2     | David Kendziera | USA  | 49,67    |
| 3     | Thomas Barr     | IRL  | 50,00    |
| 4     | Dany Brand      | SUI  | 50,14    |
| 5     | Efekemo Okoro   | GBR  | 50,40    |
| 6     | Ramsey Angela   | NED  | 51,05    |

#### Weitsprung
| Platz | Athlet              | Land | Weite (m) |
| ----- | ------------------- | ---- | --------- |
| 1     | Kristian Pulli      | FIN  | 8,08      |
| 2     | Ruswahl Samaai      | RSA  | 8,04      |
| 3     | Tajay Gayle         | JAM  | 7,99      |
| 4     | Simon Ehammer       | SUI  | 7,99      |
| 5     | Filippo Randazzo    | ITA  | 7,84      |
| 6     | Benjamin Gföhler    | SUI  | 7,47      |
| 7     | Christopher Ullmann | SUI  | 7,36      |
| 8     | Kristian Bäck       | FIN  | 7,25      |
| 9     | Mateusz Jopek       | POL  | 7,21      |

### Frauen

#### 100 m
| Platz | Athlet          | Land | Zeit (s) |
| ----- | --------------- | ---- | -------- |
| 1     | Ajla Del Ponte  | SUI  | 11,18    |
| 2     | Kristal Awuah   | GBR  | 11,33    |
| 3     | Amy Hunt        | GBR  | 11,41    |
| 4     | Dafne Schippers | NED  | 11,42    |
| 5     | Laura Müller    | GER  | 11,48    |
| 6     | Jamile Samuel   | NED  | 11,52    |
| 7     | Inna Eftimowa   | BUL  | 11,75    |
| 8     | Cynthia Reinle  | SUI  | 11,76    |

Wind: −0,5 m/s

#### 200 m
| Platz | Athlet                | Land | Zeit (s) |
| ----- | --------------------- | ---- | -------- |
| 1     | Lieke Klaver          | NED  | 22,96    |
| 2     | Marije van Hunenstijn | NED  | 23,01    |
| 3     | Dalia Kaddari         | ITA  | 23,23    |
| 4     | Jamile Samuel         | NED  | 23,38    |
| 5     | Agnė Šerkšnienė       | LTU  | 23,61    |
| 6     | Julia Schwarzinger    | AUT  | 24,47    |

#### 800 m
| Platz | Athlet            | Land | Zeit (min)    |
| ----- | ----------------- | ---- | ------------- |
| 1     | Hedda Hynne       | NOR  | 1:58,10 MR NR |
| 2     | Selina Büchel     | SUI  | 1:58,37       |
| 3     | Lore Hoffmann     | SUI  | 1:58,50 PB    |
| 4     | Jemma Reekie      | GBR  | 1:58,87       |
| 5     | Angelika Cichocka | POL  | 2:01,26       |
| 6     | Bregje Sloot      | NED  | 2:01,53       |
| 7     | Angelika Sarna    | POL  | 2:02,62       |
| 8     | Selina Fehler     | SUI  | 2:03,94       |
| 9     | Delia Sclabas     | SUI  | 2:08,52       |
|       | Veronica Vancardo | SUI  | DNF           |

#### 100 m Hürden
| Platz | Athlet            | Land | Zeit (s) |
| ----- | ----------------- | ---- | -------- |
| 1     | Nadine Visser     | NED  | 12,79    |
| 2     | Luminosa Bogliolo | ITA  | 12,82    |
| 3     | Lotta Harala      | FIN  | 13,19    |
| 4     | Giada Carmassi    | ITA  | 13,30    |
| 5     | Ditaji Kambundji  | SUI  | 13,36    |
| 6     | Milena Mitewa     | BUL  | 13,74    |
| 7     | Isabel Mayer      | GER  | 13,81    |
| 8     | Emma Piffaretti   | SUI  | 14,27    |

Wind: 0,0 m/s

#### 400 m Hürden
| Platz | Athlet              | Land | Zeit (s) |
| ----- | ------------------- | ---- | -------- |
| 1     | Femke Bol           | NED  | 54,33    |
| 2     | Léa Sprunger        | SUI  | 54,98    |
| 3     | Wiktorija Tkatschuk | UKR  | 55,15    |
| 4     | Yasmin Giger        | SUI  | 56,42    |
| 5     | Line Kloster        | NOR  | 56,71    |
| 6     | Valentina Cavalleri | ITA  | 57,80    |

#### Stabhochsprung
| Platz | Athletin         | Land | Höhe (m) |
| ----- | ---------------- | ---- | -------- |
| 1     | Michaela Meijer  | SWE  | 4,70     |
| 2     | Angelica Moser   | SUI  | 4,60     |
| 3     | Robeilys Peinado | VEN  | 4,35     |
| 4     | Marion Lotout    | FRA  | 4,35     |
| 5     | Roberta Bruni    | ITA  | 4,20     |
| 6     | Pascale Stöcklin | SUI  | 4,20     |
| 7     | Fanny Smets      | BEL  | 4,20     |